# 경주 강씨
경주 강씨(慶州 姜氏)는 경상북도 경주시를 본관으로 하는 한국의 성씨이다.

## 시조
시조 강대인(姜大人)은 조선 세종대왕 시대 부농 겸 유자(富農 兼 儒者)였다.

## 무과 급제자
조선시대 무과 급제자로 강중선(姜仲善) 강춘남(姜春男)이 있다.

## 같이 보기
- 진주 강씨